# Louis Gantois
Pour les articles homonymes, voir Gantois (homonymie).
Louis Gantois (né le 15 novembre 1929 à Saint-Maur-des-Fossés - mort le 26 février 2011 à Cannes), est un kayakiste français, médaillé de bronze olympique de kayak monoplace (K-1) 1 000 mètres en 1952 à Helsinki. Il a aussi participé aux  Jeux olympiques d'été de 1956 à Melbourne, où il termine cinquième lors de la même épreuve.

## Palmarès
- Jeux olympiques de 1952 à Helsinki :
  -  Médaille de bronze en K-1 1 000 m.

- Championnats du monde 1954 à Mâcon :
  -  Médaille d'argent en K-1 1 000 m.
  -  Médaille de bronze en K-4 1 000 m.

## Une famille de sportifs et d'intellectuels
Homme d'art et de Culture, il fonda la Galerie Gantois à Cannes en 1963 et entretiendra des liens avec Pablo Picasso et divers artistes. Son fils Charles Gantois épousera en 1991 Myriam Sevin, copilote de championne de France de Rallye 1993, et son petit fils Julien Gantois, vice-champion de France de trial open 2017, dirige le conseil de surveillance de l'Association André Sevin, organisatrice d'expositions d'art qui rend hommage à l'ancien écrivain couronné par l'Académie française éponyme.